# Pallacanestro Varese 1996-1997

## Roster 1996/1997
| No. | Nome                | Nazionalità                            | Ruolo      | Nato nel | Altezza |
| --- | ------------------- | -------------------------------------- | ---------- | -------- | ------- |
| -   | Rossano Bonaventuri | Italia (bandiera)                      | Ala        | 1973     | 2,05 m  |
| -   | Roberto Cazzaniga   | Italia (bandiera)                      | Pivot      | 1978     | 2,07 m  |
| -   | Riccardo Morandotti | Italia (bandiera)                      | Ala        | 1965     | 2,00 m  |
| -   | Domenico Morena     | Italia (bandiera)                      | Ala-Centro | 1970     | 2,09 m  |
| -   | Nikola Lončar       | Jugoslavia (bandiera)                  | Ala        | 1972     | 1,97 m  |
| -   | Gianmarco Pozzecco  | Italia (bandiera)                      | Playmaker  | 1972     | 1,80 m  |
| -   | Richard Petruška    | Slovacchia (bandiera)                  | Centro     | 1969     | 2,08 m  |
| -   | Andrea Meneghin     | Italia (bandiera)                      | Ala        | 1974     | 2,00 m  |
| -   | Marcelo Damião      | Italia (bandiera) · Brasile (bandiera) | Ala-Centro | 1975     | 2,04 m  |
| -   | Marco van Velsen    | Paesi Bassi (bandiera)                 | Centro     | 1974     | 2,04 m  |

## Giocatori tagliati
| No. | Nome             | Nazionalità            | Ruolo     | Nato nel | Altezza | Fino al    |
| --- | ---------------- | ---------------------- | --------- | -------- | ------- | ---------- |
| -   | Enrico Ravaglia  | Italia (bandiera)      | Playmaker | 1976     |         | 17/11/1996 |
| -   | Russ Millard     | Stati Uniti (bandiera) |           | 1973     |         | 27/10/1996 |
| -   | Stefano Leva     | Italia (bandiera)      | Playmaker | 1978     |         | 13/04/1997 |
| -   | Giovanni Pastori | Italia (bandiera)      |           | 1976     |         | 25/03/1997 |

Allenatore: Edoardo Rusconi